# Luigi Guglielmo Germi
Luigi Guglielmo Germi (Genova, 25 agosto 1786 – Ameglia, 4 ottobre 1870) è stato un politico italiano.

## Biografia
Avvocato, si laureò in Legge il 24 agosto 1808 presso l'Università di Genova. Fu Deputato del Regno di Sardegna nella I legislatura, eletto nel collegio di Sarzana.
Fu caro amico di Niccolò Paganini, con il quale intrattenne una fitta corrispondenza, iniziata dapprima come richiesta di supporto per questioni di carattere legale, e divenuta poi una profondissima amicizia.